# 與語淑子
與語 淑子（与語 淑子、よごとしこ、1965年<昭和40年>5月3日 - 2010年<平成22年>5月2日）は、名古屋市中区栄二丁目にあった「みその亭」のおかみ、日本舞踊家。

## 人物
東邦ガス代理店の家の長女として生まれる。愛知淑徳短期大学卒業後、かに道楽に入社。
在学中にナゴヤ球場でアルバイトしていたときに出会った「みその亭」の創業者がかに道楽に現れ、半年で「ペリカンみその」に引き抜かれた。不振だった店を繁盛店に変えたが、結婚を見据えて、名古屋大学工学部総務課に転職。その頃に「みその亭」の創業者が亡くなり、自ら「みその亭」の女将を買って出たという。
「みその亭」は、もともとは1950年（昭和25年）創業の料理旅館だった。料理旅館時代は読売ジャイアンツや阪神タイガースをはじめとした野球関係者の定宿でもあり、2階には現役時代の王貞治が素振りをしたという部屋も残るという。淑子は同じくがんと闘病する王貞治に千羽鶴を送り、王もそれに対して「互いに頑張りましょう」としたためた色紙を返したという。また、王はがんとの闘病において、淑子の前向きな姿勢が励みになったと振り返る。
2002年、日本舞踊を始めた。きっかけは西川流の師匠から誘われたことによる。
2006年11月、卵巣がんが発覚。手術後、仕事には復帰したものの、2007年4月の名取の試験を受けることは断念した。しかし、日本舞踊の師匠に励まされ、2007年8月に練習を再開。体力をつけるために抗がん剤を絶っての挑戦であった。2008年4月、日本舞踊の名取に合格。
師匠の名「好風」（こうふう）から「風舞」（かざまい）と付けた。
2009年3月の「名披露目」も決まったが、2008年7月下旬に病状が悪化。余命半年と宣告された。
2010年1月にはハワイの老人ホームで慰問公演を行った。
「今を生きる」と題した講演活動も意欲的に行った。その最後は2010年4月24日、名古屋市内の企業で、鼻に酸素管を付けたまま講演に臨んだ。
2010年5月、卵巣がんで死去。44歳。翌日が45歳の誕生日だった。
葬儀は2010年5月4日、社葬として営まれた。
2010年10月9日に師匠の好風が追悼の舞を務めた。このときの舞は、生前淑子が常連客の作曲家からもらった「生きる喜び」という曲に大師匠の西川好弥が振り付けしたものだった。